# Јован Југовић
Јован А. Југовић (Београд, 1886 — Праг, 1926) био је пилот Краљевине Србије и Краљевине СХС. Припадао је првој групи од шест пилота, који су се школовали у Француској 1912. године.

## Биографија
Јован Југовић је рођен у Београду 28. децембра 1886. године, завршио је гимназију у Београду 1903. године, а затим Војну академију 1907. године. По завршеној академији, унапређен је у чин потпоручника и био распоређен у инжењерију, а као понтоњерац служио је у гарнизонима у Ћуприји и Нишу. Завршио је Фарманову пилотску школу у Етампу у Француској 1912. године и добио диплому пилота ФАИ бр. 1013. Као пилот је учествовао у оба балканска рата и Првом светском рату. Први светски рат је завршио у чину мајора. После рата је био на руководећим функцијама у Војном ваздухопловству, а последња функција му је била командант ваздухопловног пука у Новом Саду са чином потпуковника.
Погинуо је у удесу на Прашком аеродрому 24. септембра 1926. године на ваздухопловној манифестацији Мале Антанте и Пољске, када се југословенски авион Бреге 19, којим је управљао пилот поручник Његован, сударио са чешким авионом којим је управљао капетан Кострба. Потпуковник Ј. Југовић је сахрањен на Новом гробљу у Београду. По њему је део Новог Сада око некадашњег аеродрома назван Југовићево. Градско веће Београда је 1940. године донело одлуку да продужење Ђердапске улице на Врачару понесе име Улица авијатичара Југовића. Иако поједине мапе издате непосредно по завршетку Другог светског рата приказују део Тимочке улице под овим називом, убрзо након рата ово име улице је престало да се употребљава.